# Sericoderus tropicus
Sericoderus tropicus là một loài bọ cánh cứng trong họ Corylophidae. Loài này được Kirsch miêu tả khoa học đầu tiên năm 1876.